# Deutsche Rennsport Meisterschaft

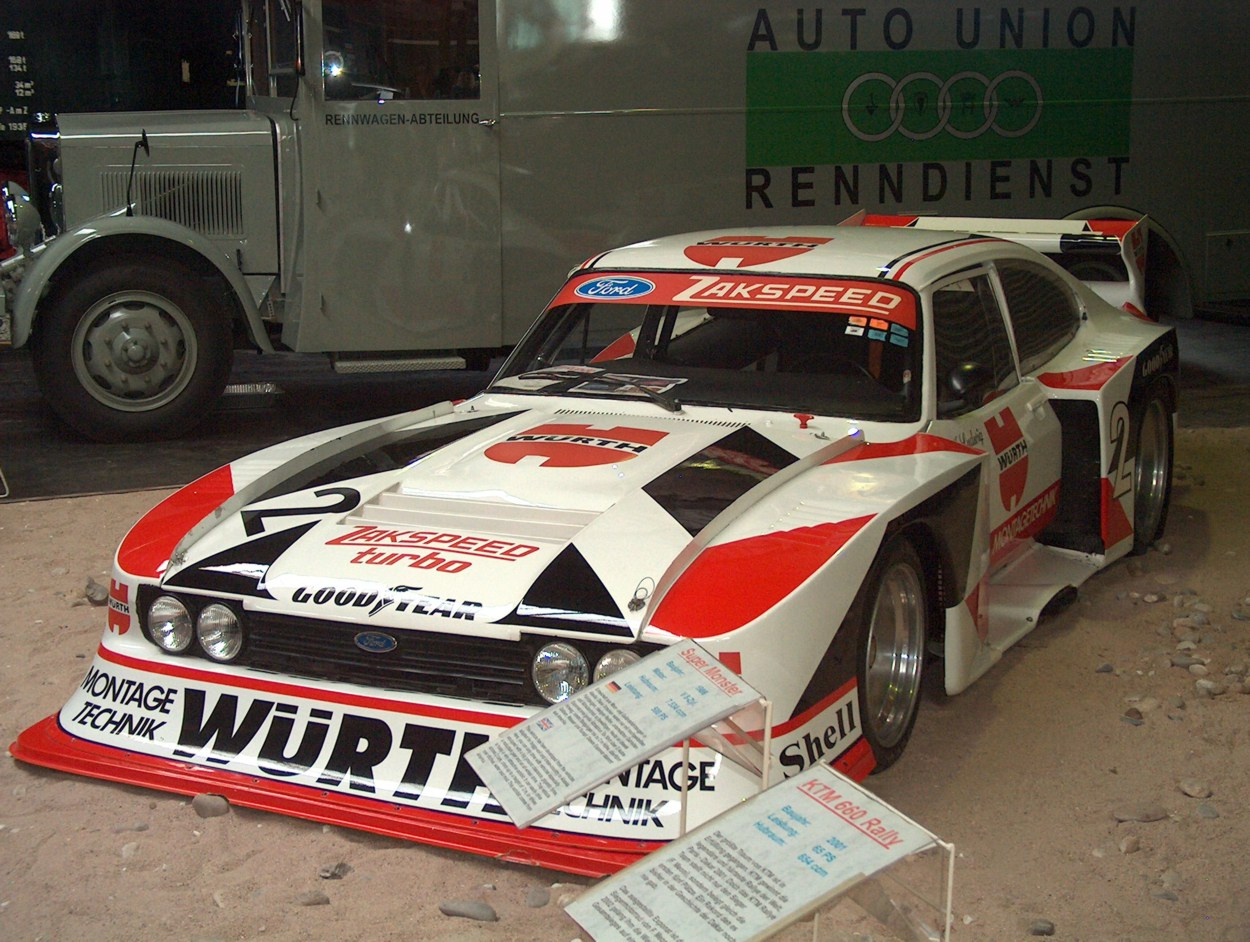
Ford Capri Grupo 5 del DRM

El Deutsche Rennsport Meisterschaft (en español: Campeonato Alemán de Carreras), abreviado DRM, fue un certamen de automovilismo de velocidad para turismos, gran turismos y más tarde sport prototipos que se disputó principalmente en Alemania entre los años 1972 y 1985.
Fue el principal campeonato de automovilismo de velocidad del país, y atrajo a numerosos equipos oficiales de las marcas BMW, Ford, Porsche y Lancia, y pilotos profesionales.

## Historia
Su predecesor, el Deutsche Automobil-Rundstrecken-Meisterschaft (Campeonato Alemán de Circuitos,o campeonato alemán de autos en circuito en su traducción directa, DARM), estaba orientado a amateurs, aunque en los últimos años había recibido a algunos equipos oficiales. El DRM adoptó los reglamentos de automóviles Grupo 4 (turismos) y Grupo 2 (gran turismos), aunque el campeonato se dividía en la División 1 (hasta 5 litros de cilindrada) y División 2 (hasta 2 litros de cilindrada).
Los competidores de cada clase corrían y puntuaban por separado, pero la tabla de posiciones era combinada. De este modo, el campeón de la categoría se definía entre los pilotos que acumularan más puntos en su propia clase. El campeón de la otra clase se reconocía de manera extraoficial. También ocurría que un piloto cambiaba de categoría a mitad de temporada, por ejemplo Klaus Ludwig en 1975, quien obtuvo victorias en ambas divisiones.
En 1976, coexistieron los Grupos 4 y Grupo 2 antiguos con los nuevos. En 1977, se incorporaron al DRM los automóviles del Grupo 5 de cuarta generación, que permitía amplias modificaciones a los automóviles de serie, tales como pasarruedas ensanchados y alerones de grandes dimensiones. Dado que los Grupos 4 y Grupo 2 eran menos competitivos que los Grupos 5, para la temporada 1979 pasaron a disputar el Deutsche Automobil-Rennsport-Trophäe (Trofeo Alemán de Automovilismo, DART). Los automóviles de la División 1 de ambos certámenes corrían juntos, y lo mismo con la División 2. Al igual que el DRM, el DART clasificaba los pilotos de ambas divisiones en una sola tabla.
La cantidad de automóviles del DRM fue decreciendo a causa de la escalada de costos, lo que no ocurría con el DART. Para la temporada 1982, el DRM adoptó una clase única y el reglamento Grupo C para sport prototipos, aunque también se permitieron los Grupos 5 y Grupo 6. Por su parte, el DART continuó disputándose en 1982 y 1983, con un calendario independiente y distintos reglamentos.
En 1984, el DRM tuvo solamente tres fechas propias, a las que se agregaron tres del Campeonato Mundial de Resistencia. Ese mismo año, el DART adoptó el reglamento Grupo A y se convirtió en el Deutsche Tourenwagen Meisterschaft.
El DRM se disputó por última vez en 1985, compartiendo la mayoría de las fechas con la Interserie. Para la temporada 1986, los Grupos 5 pasaron a diputar la Supercopa Alemana, cuyo parque de pilotos contaba con unos pocos pilotos profesionales.

## Automóviles
Desde 1972 hasta 1981, triunfaron la División 1 del DRM el Ford Capri (1972 a 1981), el BMW E9 (1972 a 1975), el BMW M1 (1981), el Porsche 911 (1972 a 1976), el Porsche 934 (1976), el Porsche 935 (1977 a 1981). En la División 2, se destacaron en ese período el Ford Escort (1972 a 1976), el Ford Capri (1978 a 1981), el BMW 2002 (1972 a 1977), el BMW Serie 3 (1977 a 1980) y el Lancia Beta Montecarlo (1980).
En la etapa de 1982 a 1985, dominó Porsche con el Porsche 936 en 1982 y con el Porsche 956 entre 1983 y 1985. Sólo Ford pudo derrotar dicha marca con sus Ford Capri y luego el Ford C100.

## Carreras
El DRM se disputó principalmente en Alemania Occidental, combinando circuitos en autódromos, calles, carreteras y aeródromos. En 1972 y 1973 también hubo carreras de montaña como fechas puntuables.
A partir de 1977 se incorporaron al calendario carreras en circuito de los vecinos Austria, Bélgica y Países Bajos. La excepción fue 1984, cuando se visitó Italia y el Reino Unido en sendas fechas del Campeonato Mundial de Resistencia.
| - Hockenheimring (1972-1983, 1985) - Nürburgring (1972-1982, 1984-1985) - Norisring (1973-1985) - AVUS (1978, 1983, 1985) - Diepholz (1972-1977, 1979-1980, 1983-1984) - Mainz-Finthen (1972-1983, 1985) - Kassel-Calden (1972-1973, 1975-1978) - Sauerland (1972-1973) - Schauinsland (1972) - Siegerland (1985) - Wunstorf (1981-1982, 1985) | - Salzburgring (1979-1982) - Österreichring (1985) - Spa-Francorchamps (1980) - Zolder (1977-1983) - Zandvoort (1978-1979) - Imola (1984) - Brands Hatch (1984) |

## Pilotos destacados
| Piloto             | Victorias totales | División 1 1972-1981 | División 2 1972-1981 | 1981-1983 |
| ------------------ | ----------------- | -------------------- | -------------------- | --------- |
| Klaus Ludwig       | 38                | 19                   | 17                   | 2         |
| Hans Heyer         | 29                | 5                    | 24                   | 0         |
| Hans-Joachim Stuck | 27                | 14                   | 8                    | 5         |
| Bob Wollek         | 24                | 17                   | 0                    | 7         |
| Manfred Winkelhock | 13                | 8                    | 5                    | 0         |
| Rolf Stommelen     | 12                | 10                   | 0                    | 2         |
| Harald Ertl        | 11                | 0                    | 11                   | 0         |
| Dieter Glemser     | 11                | 2                    | 9                    | 0         |
| Toine Hezemans     | 9                 | 8                    | 1                    | 0         |
| Jochen Mass        | 8                 | 3                    | 0                    | 5         |
| Harald Menzel      | 8                 | 3                    | 5                    | 0         |
| John Fitzpatrick   | 6                 | 6                    | 0                    | 0         |
| Klaus Niedzwiedz   | 6                 | 0                    | 3                    | 3         |
| Stefan Bellof      | 4                 | 0                    | 0                    | 4         |

## Campeones absolutos del DRM
| Año  | Piloto             | Automóvil              | Equipo               | Constructor |
| ---- | ------------------ | ---------------------- | -------------------- | ----------- |
| 1972 | Hans-Joachim Stuck | Ford Capri             | Zakspeed Racing      | Ford        |
| 1973 | Dieter Glemser     | Ford Escort            | Zakspeed Racing      | Ford (2)    |
| 1974 | Dieter Glemser (2) | Ford Escort            | Zakspeed Racing      | Ford (3)    |
| 1975 | Hans Heyer         | Ford Escort            | Zakspeed Racing      | Ford (4)    |
| 1976 | Hans Heyer (2)     | Ford Escort            | Zakspeed Racing      | Ford (5)    |
| 1977 | Rolf Stommelen     | Porsche 935            | Georg Loos           | Porsche     |
| 1978 | Harald Ertl        | BMW Serie 3            | Schnitzer Motorsport | BMW         |
| 1979 | Klaus Ludwig       | Porsche 935            | Kremer Racing        | Porsche (2) |
| 1980 | Hans Heyer (3)     | Lancia Beta Montecarlo | Scuderia Lancia      | Lancia      |
| 1981 | Klaus Ludwig (2)   | Ford Capri             | Zakspeed Racing      | Ford (6)    |
| 1982 | Bob Wollek         | Porsche 936            | Joest Racing         | Porsche (3) |
| 1983 | Bob Wollek (2)     | Porsche 956            | Joest Racing         | Porsche (4) |
| 1984 | Stefan Bellof      | Porsche 956 B          | Brun Motorsport      | Porsche (5) |
| 1985 | Jochen Mass        | Porsche 956            | Joest Racing         | Porsche (6) |